# Paul Romahn
Paul Romahn (ur. 30 czerwca 1850 w Braniewie, zm. 24 listopada 1936 we Fromborku) – niemiecki ksiądz katolicki, kanonik fromborski, członek katolickiej partii Centrum (Deutsche Zentrumspartei), poseł do Landtagu z okręgu Olsztyn-Reszel (1910–1918).

## Życiorys

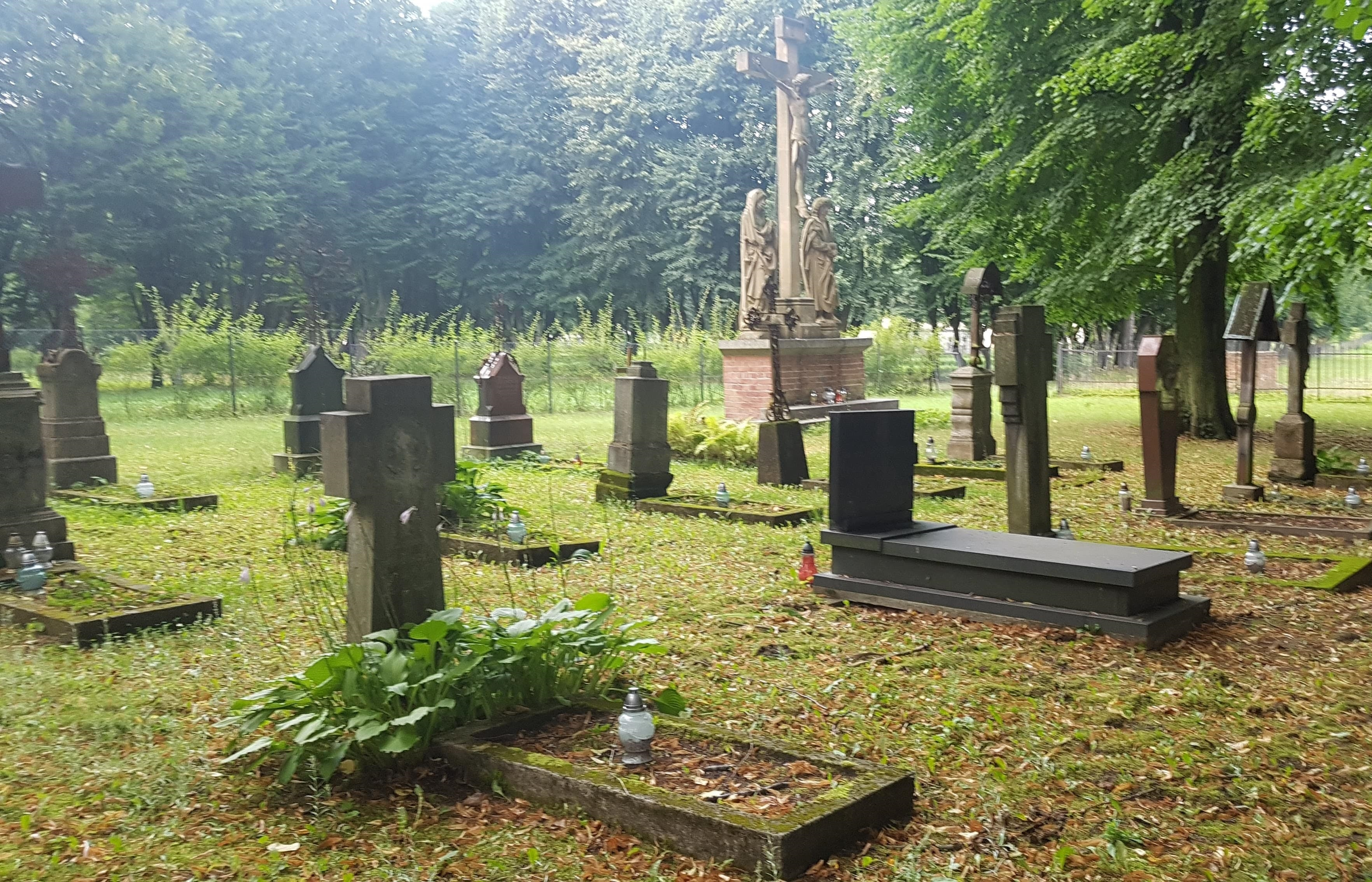
Grób (pierwszy) ks. Paula Romahna na cmentarzu kanoników we Fromborku

Paul Romahn urodził się 30 czerwca 1850 roku w Braniewie w Prusach Wschodnich jako syn Antona, nauczyciela, i Justine. W Braniewie uczęszczał do gimnazjum. W ostatnim roku nauki, 9 stycznia 1869 roku, uzyskał stypendium im. prof. Schmüllinga (Stipendium Schmüllingianum).
Po ukończeniu gimnazjum i uzyskaniu świadectwa dojrzałości w 1869, w tym samym roku wstąpił do Seminarium Duchownego w Braniewie (Liceum Hosianum). Święcenia kapłańskie przyjął 11 maja 1873 roku. Został mianowany drugim wikariuszem parafii katedralnej św. Mikołaja w Elblągu. Wkrótce skierowano go do parafii w Miłoradzu, aby w zastępstwie chorego proboszcza pełnił funkcję administratora tejże parafii. Ponieważ były to czasy kulturkampfu, władze państwowe nie pozwalały na obsadzanie placówek kapłanami, wskutek czego ks. Romahn został skazany na karę więzienia za samowolne objęcie parafii. W następnym roku powrócił do Elbląga i do roku 1884 ponownie był wikarym w katedrze w Elblągu. Ostatni wpis ks. Romahna w księgach metrykalnych parafii św. Mikołaja w Elblągu występuje pod datą 5 maja 1884. W tym roku zostaje powołany na redaktora najpoczytniejszej gazety codziennej w Prusach Wschodnich – Ermländische Zeitung. Przeprowadził się do Braniewa, gdzie mieściła się redakcja gazety. W latach 1887–1890 był też beneficjatem niewielkiego kościółka św. Trójcy w prawobrzeżnej części miasta, zaś w latach 1890–1891 drugim oraz pierwszym wikariuszem w parafii św. Katarzyny w Braniewie. 20 kwietnia 1891 został mianowany proboszczem w Świętej Lipce, a 27 marca 1893 proboszczem i archiprezbiterem (dziekanem) w Reszlu, przy czym w dalszym ciągu administrował parafią w Świętej Lipce. 12 sierpnia 1913 został mianowany kanonikiem honorowym, 31 sierpnia 1916 kanonikiem rzeczywistym kapituły warmińskiej we Fromborku. W latach 1910–1918 z ramienia Niemieckiej Partii Centrum był posłem do pruskiego Landtagu z okręgu Olsztyn-Reszel. Podczas wkroczenia wojsk rosyjskich do Prus Wschodnich w 1914 w czasie I wojny światowej, opiekował się ludnością cywilną. Ochronił Reszel przed zniszczeniem i grabieżą, za zasługi dla miasta odznaczony został Krzyżem Żelaznym. W 1927 napisał opracowanie Die Diaspora der Diözese Ermland, wydane w drukarni w Braniewie.
Zmarł 24 listopada 1936 roku we Fromborku jako senior kleru warmińskiego. Pochowany został na cmentarzu kanoników we Fromborku.